# Kouyapé
Kouyapé (ou Kwiapé, Kouyape, Kwiape) est un canton du Cameroun situé dans la commune de Kolofata, le département du Mayo-Sava et la région de l'Extrême-Nord, à proximité de la frontière avec le Nigeria, sur la route reliant Mokolo à Mora.

## Population
En 1966-1967, le village comptait 1 084 habitants, pour la plupart Mandara, Mafa ou Mineo.
Lors du recensement de 2005, on a dénombré 1 071 habitants dans le canton de Kouyapé. La population des hameaux de Kouyapé était la suivante : Kouyapé Centre Abdouraman Chétim (328 habitants), Kouyapé Matakon (223) et Labara Kouyapé (265).

## Histoire contemporaine
Le 13 janvier 2016, un attentat-suicide commis par un adolescent contre une mosquée de Kouyapé fait au moins 12 morts.